# Делміро
Делміро Евора Насіменту (порт. Delmiro Évora Nascimento / Delmiro; нар. 29 серпня 1988, Мінделу, Кабо-Верде) — кабовердійський футболіст, захисник кіпріотського клубу «Аріс» (Лімасол) та національної збірної Кабо-Верде.

## Клубна кар'єра
Народився в місті Мінделу. Дорослу футбольну кар'єру розпочав 2008 року в «Батукуе». У 2010 році виїхав до Португалії, де спочатку виступав за нижчолігові португальські клуби «Мадалена», «Лузітану» та «Бенфіка» (Каштелу-Бранку). 
У професіональному футболі дебютував за «Уніана Мадейри» 11 серпня 2013 року в поєдинку Сегунда-Ліги проти «Авеша». Першим голом у професіональному футболі відзначився 3 листопада 2013 року на 9-й хвилині програному (2:3) поєдинку 13-го туру Сегунда-Ліги проти дргої команди лісабонського «Спортінга». Делміро вийшов на поле в стартовий склад та відіграв увесь матч. У команді провів один сезон. У 2014 році переїхав до Анголи, у футболці «Прогрешшу» зіграв 6 матчів в еліті ангольського футболу. Потім по одному сезону зіграв ще в клубах Сегунда-Ліги «Фаренсе» та «Варжим». Сезон 2017/18 років розпочав в клубі «Аренас Клуб Гечо», у футболці якого провів 8 поєдинків у Прімера Дивізіоні РФЕФ. Другу половину сезону 2017/18 років та сезон 2018/19 років провів у «Фаренсе».
9 серпня 2019 року підписав контракт з кіпріотським клубом «Аріс». В еліті кіпріотського футболу дебютував 25 вересня 2021 року в переможному (3:2) домашнього поєдинку 4-го туру проти «Анортосіса». Делміро вийшов на поле на 86-й хвилині, замінивши Дані Пачеко.

## Кар'єра в збірній
У футболці національної збірної Кабо-Верде дебютував 3 червня 2018 року в нічийному (0:0) поєдинку проти Андорри (перемога в серії післяматчевих пенальті, 4:3).

## Особисте життя
Делміро — молодший брат гравця національної збірної Кабо-Верде, Возіньї.

## Титули і досягнення
- Чемпіон Кіпру (1):

«Аріс»: 2022-23